# Peripsychoda viduata
Peripsychoda viduata är en tvåvingeart som först beskrevs av Tonnoir 1953.  Peripsychoda viduata ingår i släktet Peripsychoda och familjen fjärilsmyggor. Inga underarter finns listade i Catalogue of Life.